# Cécile Cloutier
Pour les articles homonymes, voir Cloutier.
Cécile Cloutier (pseudonyme: Cécile de Lantagne) est une poétesse québécoise née à Québec, le 13 juin 1930, morte à Ottawa le 30 septembre 2017. Elle est mariée à Jerzy Wojciechowski et elle donne naissance à deux filles. Elle est la sœur de la première épouse de Gilles Vigneault, Rachel. 
Elle a fait des études de lettres (Licence ès lettres et diplôme d'études supérieures de l'Université Laval, 1953 et 1954), d'esthétique (Doctorat de l'Université de Paris, 1962) et de psychothérapie à l'Université de Paris. Elle a un doctorat de la Sorbonne et une maîtrise en philosophie de l'Université McMaster. 
Elle a d'abord été professeur de grec, d'espagnol, de latin et de littérature française à Québec au Collège des Ursulines et au Marymount College (1955-1958), puis de littérature québécoise et française à l'Université d'Ottawa (1958-1964), à l'Université Laval et à l'Université de Toronto (1964). À l'Université de Toronto elle deviendra professeure agrégée (1965-1977), puis professeure titulaire (à compter de 1977). Elle publie plus de 120 articles et critiques, organise une vingtaine de colloques et nombre d’ateliers d’écriture. 
Elle a étudié plusieurs langues dont le sanscrit, l'inuktitut et le chinois.

## Œuvres
Son œuvre est influencée par l'histoire du Québec et les développements sociaux . Elle est considérée comme membre de la génération de L'Hexagone par plusieurs, poésie québécoise reliée au questionnement identitaire et à l’instabilité des discours entre les années 1945-1965.

### Poésie
- Mains de sable, 1960 ;
- Cuivre et soies[5], 1964 ;
- Cannelles et craies, 1969 ;
- Paupières, 1970 ;
- Câblogrammes, 1972 ;
- Chaleuils, 1979 ;
- (en) Springtime of Spoken Words, 1979 ;
- Près, 1983 ;
- L’Échangeur, 1985 ;
- L’Écouté, 1986 ;
- Lampées, 1990 ;
- Périhélies, 1990 ;
- Ancres d'encre, 1993 ;
- Ostraka, 1995 ;
- Bagues, 1996 ;
- Le Poaimier, 1996 ;
- Anthologie : Anthologie de la poésie québécoise contemporaine, 1968.

### Contes
- La Girafe, 1984.

### Essais
- Opuscula Aesthetica Nostra. A Volume of Essays on Aesthetics and the Arts in Canada. Un volume d’essais sur l’esthétique et les arts au Canada, 1984.

## Honneurs
- 1986 - Prix du Gouverneur général, L'Écouté
- Médaille d'argent de la Société des écrivains français